# Justyna Adamczyk
Justyna Adamczyk (ur. 16 października 1981 w Opocznie) – polska malarka, zajmuje się także rysunkiem, instalacjami w typie site-specific, rzeźbą oraz wideo. Mieszka i pracuje w Warszawie.

## Życiorys i twórczość
Absolwentka Akademii Sztuk Pięknych im. Eugeniusza Gepperta we Wrocławiu, na kierunku malarstwo w 2007 roku w pracowni prof Piotra Błażejewskiego i Przemysława Pintala. Dwukrotnie otrzymała Stypendium Ministra Kultury i Dziedzictwa Narodowego (2005, 2006). W 2018 r. jej obrazy zostały zakupione do kolekcji Muzeum Narodowego w Gdańsku. W 2016 roku otrzymała wyróżnienie w Galerii Kolonia Artystów, a w 2007 roku otrzymała wyróżnienie w Galerii Sztuki Miejskiej w Łodzi. Od 2005 roku bierze udział w wielu wystawach i konkursach w kraju i za granicą. Jej prace były wystawiane między innymi w: Van der Plas Gallery, Nowy Jork (2018); Free Art Fair, Taipei, Tajwan (2018); Governors Island Art Fair, Nowy Jork (2017); Cica Museum Soul, Korea Południowa (2017); Portal Soho, New York (2017); Studio C Galeria Los Angeles (2017); Fundacji Galerii Foksal, Warszawa (2017); PyeongChang Biennale, Korea (2017); Vienna Art Fair, Wiedeń; Heppen Transfer Gallery, Warszawa; Galeria Gryffin, Londyn; Berlin Blue Art Space, Berlin; Bestregards Galery, Frankfurt; EC Gallery, Chicago; Galeria BWA (Bielsko Biała i Wrocław) oraz Steps Gallery i PolArt Fertival w Melbourne. Jej prace zostały wyróżnione w ramach konkursów takich jak: 9. Konkurs Gepperta (2009), BWA Awangarda Wrocław, "Promocje" XVII Konkurs Młodych Artystów (2007 Legnica). Mieszka i pracuje w Warszawie.

## Ważniejsze wystawy indywidualne
- 2018 – Tell me stories, Corner Gallery, Auckland, Nowa Zelandia
- 2017 – Healing story, Art Colony – Down Town, Gdańsk
- 2016 – Anywhere, Galeria Miejska, Legnica
- 2016 – Wild Animal, Centrum Kultury AGORA, Wrocław
- 2015 – Nawet karły rzucają długie cienie. Gardzienice Gallery, Lublin
- 2015 – Nie otwieraj ust. Notatnik artysty, Galeria Centrum Kultury, Częstochowa
- 2014 – Form of Fear, E|C Gallery, Chicago, USA
- 2014 – Tego nie było (It wasn’t), Galeria Fibak, Warszawa
- 2014 – 4 Urodziny (4 birthday) Galerii U, U Gallery, Wrocław
- 2013 – Dark Corner, E|C Gallery, Chicago, USA
- 2012 – Brudne ręce (Dirty hands), Wozownia Gallery, Toruń
- 2010 – Cichutko żyję i wcale się nie ograniczam, Heppen Transfer Gallery, Warszawa
- 2010 – Justyna Adamczyk: Nowe obrazy, E|C Gallery, Chicago
- 2009 – Justyna Adamczyk. Nowe obrazy, Galeria BWA, Jelenia Góra
- 2009 – Chcesz wydłubię ci oczka, City Gallery, Łódź
- 2009 – Bez twarzy, Galeria mieszkanie 23, Kraków
- 2009 – Bez twarzy, haloGalleria, Olsztyn

## Wybrane wystawy zbiorowe
- 2019 – Pałac Sztuki. Młode malarstwo Polskie, Kolekcja Muzeum Narodowego w Gdańsku, Narodowe Muzeum Gdańsk, Gdańsk
- 2018 – All Art+ Van der Plas Gallery 156 Orchard St. New York, USA
- 2018 – Free Art Fair Taipei, Tajwan
- 2018 – TINY Exhibition, SLOE Gallery, Manchester, Wielka Brytania
- 2017 – GIAF 2017, 4 Heads, Governors Island Art Fair, New York, USA
- 2017 – The Digital Body, The 3rd Międzynarodowa wystawa New Media Art, Cica Museum, Soul, Korea Południowa
- 2017 – Wystawa pokonkursowa Art Prize CBM, CRAG GALLERY, Turyn, Włochy
- 2017 – Wystawa pokonkursowa LYNX Prize 2017, Lux Art Gallery, Trieste, Włochy
- 2017 – NBS 9 / "Loss-Fall-Loss", "Poznań Art Week", Poznań
- 2017 – Portal 2017, 4 Heads, Broome Street, Soho, New York, USA
- 2017 – PyeongChang Biennale 2017, The Five Moons: Return of the Nameless and Unknown, Gangneung, Korea Południowa
- 2017 – Red Hot Wicked, Studio C Gallery, Los Angeles, California, USA
- 2016 – KREW - WERK, Fundacja Galerii Foksal, Warszawa
- 2016 – Light and Space, Steps Gallery, PolArt Festival, Melbourne, Australia
- 2016 – Think Tank lab Triennale, Wrocław
- 2015 – PALINDROM | Państwowa Galeria Sztuki, Sopot
- 2015 – Art Market Studio, Galeria Studio, Lublin
- 2015 – Go Figure, Art with a Heart, Altrincham, Wielka Brytania
- 2014 – …Po deszczu (After the rain), Galeria Szara, Cieszyn
- 2014 – People are strange, Galeria BWA, Olsztyn
- 2013 – 41 Biennale Malarstwa Bielska Jesień 2013, Galeria BWA, Bielsko-Biała
- 2012 – Dirty Hands, Wozownia Gallery, Toruń
- 2012 – Lisia Nora (Fox burrow), Studio BWA Gallery, Wrocław
- 2011 – And Now the Bad News, Galeria U, Wrocław
- 2010 – Dzika Banda (The wild bunch), Prague Magazine, Warszawa
- 2010 – Intymność (Intimacy), Fly Gallery, Warszawa
- 2010 – Junge Malerei aus Polen, Stadtgalerie Neu-Isenburg, Frankfurt, Niemcy
- 2009 – Junge polnische Malerei I-XII, Bestregarts, Frankfurt nad Menem, Niemcy
- 2009 – 9 Konkurs Gepperta, Galeria BWA Awangarda, Wrocław
- 2009 – 39 Biennale Bielska Jesień 2009, Galeria BWA, Bielsko Biała
- 2008 – Międzynarodowe Bienniale malarstwa i tkaniny, Miejskie Muzeum, Gdynia
- 2008 – Mosty sztuki, Galeria Info i Youngs Gallery, Warszawa
- 2008 – Obrazy muzyką malowane, Fundacja. Ignacego Jana Paderewskiego, Kraków
- 2008 – 30 Premio Internacional de Pintura de Caja de Extremadura Aula de Cultura dPlasencia, Hiszpania/Portugalia
- 2007 – Promocje 17 Przegląd młodej sztuki, Legnica
- 2006 – Survival 4, Dworzec Główny PKP, Wrocław
- 2006 – More or Less, Musemu da Ciencia e da Industria, Porto, Portugalia
- 2005 – Survival 3, Galeria Browar Mieszczański, Wrocław PL

## Nagrody i wyróżnienia
- 2017 - nominacja do BLOOOM Award by WARSTEINER 2017, Cologne, Niemcy
- 2017 - nominacja do wystawy LYNX Prize 2017, Lux Art Gallery, Trieste, Włochy
- 2017 - kwalifikacja na GIAF 2017, 4 Heads, Governors Island Art Fair, New York, USA
- 2017 - kwalifikacja do Portal 2017, 4 Heads, Soho, New York, USA
- 2017 - nominacja na PyeongChang Biennale 2017, Gangneung, Korea Południowa
- 2017 - nominacja na Light and Space Festiwal, Steps Gallery, PolArt Festival, Melbourne Australia
- 2016 - kwalifikacja na Blue Berlin Open Call, BERLIN BLUE art space, Berlin, Niemcy
- 2015 - kwalifikacja na Think Tank lab Triennale, Wrocław
- 2015 - kwalifikacja na Liquitex Painting Prizepost, exhibition in Griffin Gallery, Londyn, Wielka Brytania
- 2015 - kwalifikacja do publikacji projektu Wczasy MAG
- 2014 - kwalifikacja do publikacji projektu Woof Woof Arf Arf
- 2014 - kwalifikacja do projektu The Rising Stars (Winsdor and Newton)
- 2013 - kwalifikacja na 41 Biennale Bielska Jesień, Galeria BWA, Bielsko Biała
- 2013 - kwalifikacja do drugiego etapu w Trzecim Triennale Polskiego malarstwa Współczesnego, BWA Rzeszów
- 2010 - nominacja do 9 Konkursu Gepperta (Malarstwo bez ram)
- 2009 - kwalifikacja na 39 Biennale Bielska Jesień, Galeria BWA, Bielsko Biała
- 2007 - wyróżnienie na „Promocje” 17 przeglądzie młodych artystów Legnica
- 2005 - Laureatka Stypendium Ministra Kultury i Dziedzictwa Narodowego